# Christopher Isherwood

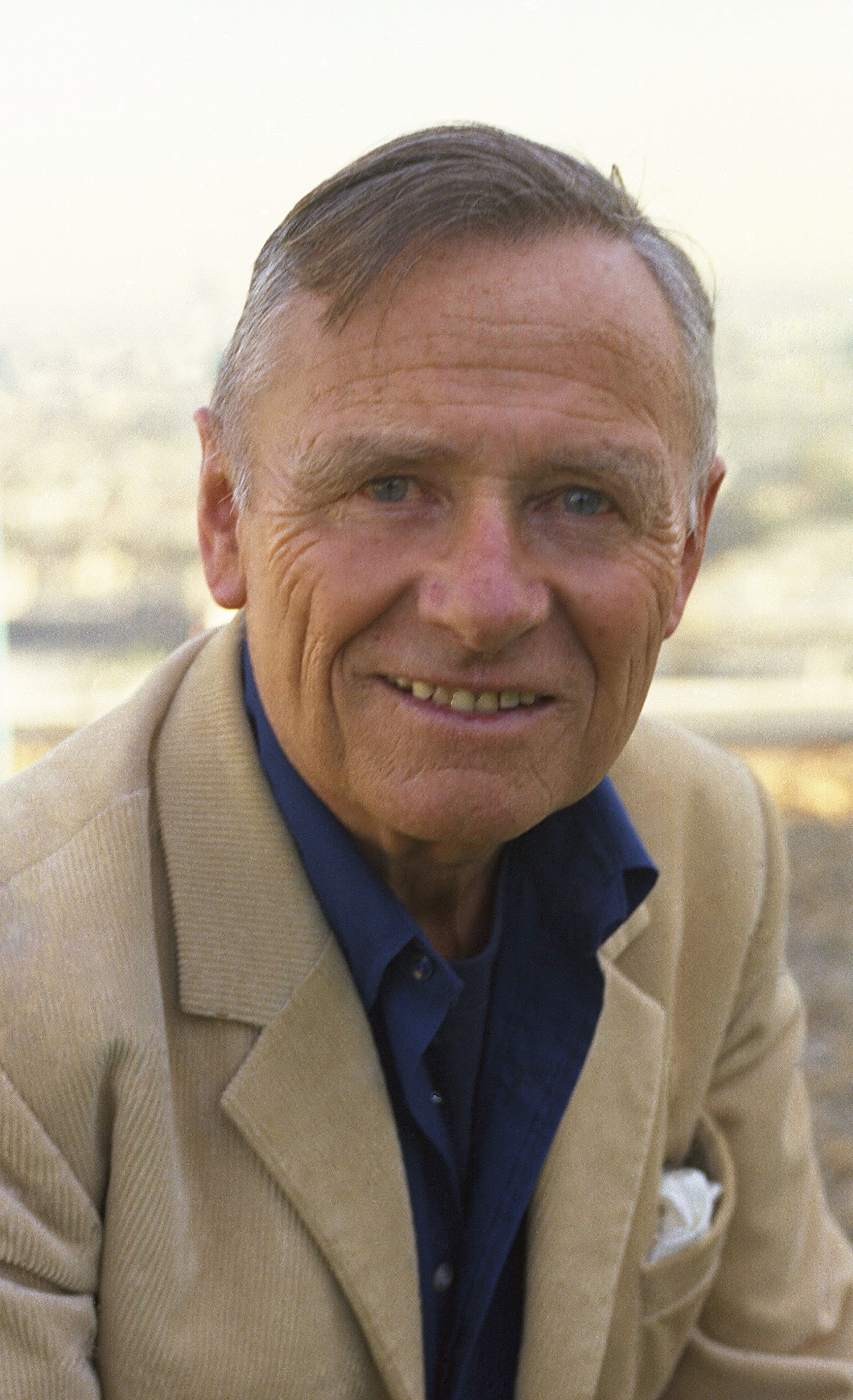
Christopher Isherwood 1973 in Los Angeles

Christopher William Bradshaw-Isherwood (* 26. August 1904 in High Lane, Cheshire, England; † 4. Januar 1986 in Santa Monica, Kalifornien) war ein britisch-amerikanischer Schriftsteller. Bekannt wurde er durch seine Berlin Stories, die Grundlage des Filmmusicals Cabaret wurden. Im Seniorenalter war Isherwood einer der ersten literarischen Exponenten der Lesben- und Schwulenbewegung.

## Leben

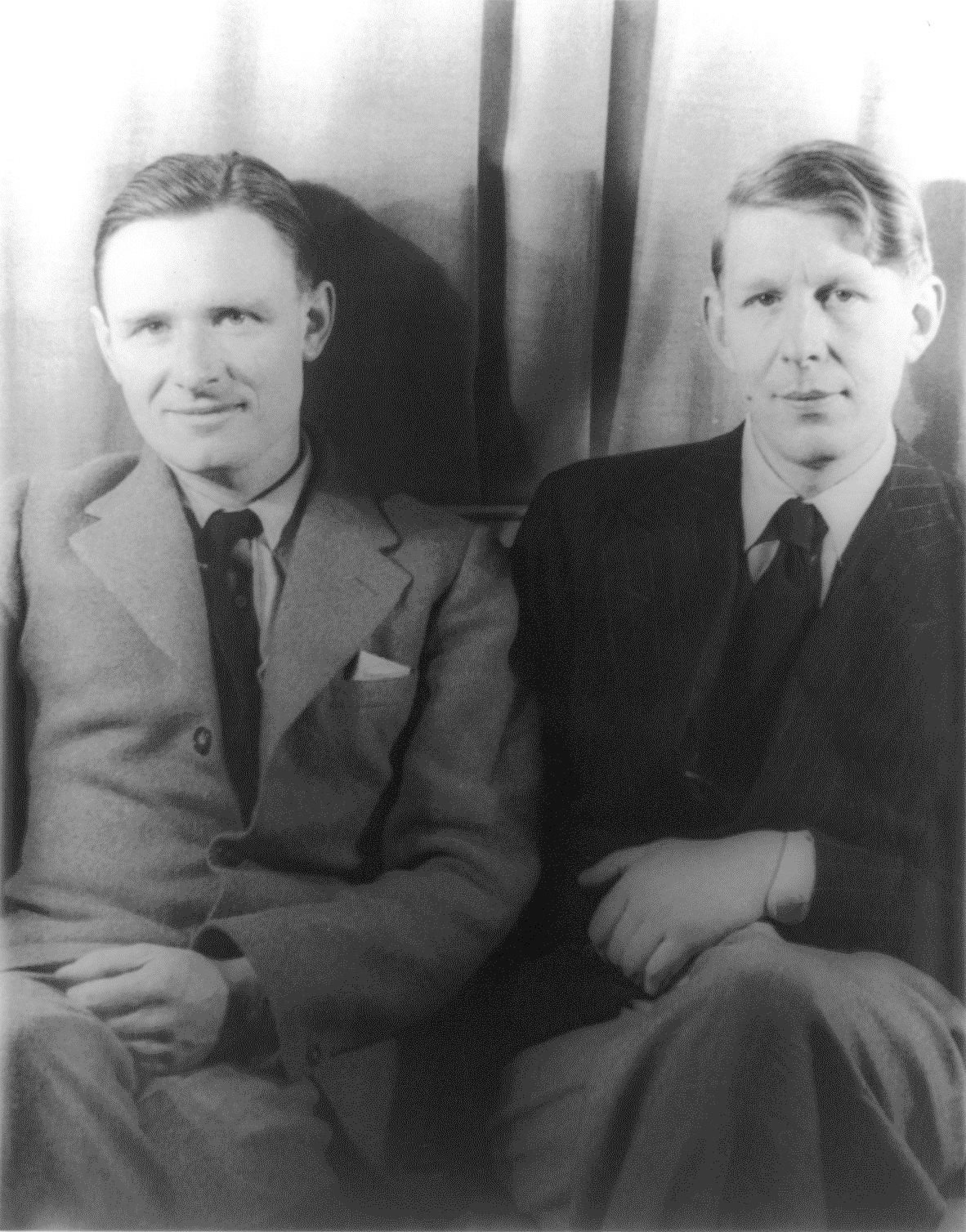
Christopher Isherwood (links) und W. H. Auden, fotografiert von Carl van Vechten, 6. Februar 1939

Gedenktafel in Berlin-Schöneberg an der Nollendorfstraße 17. (Die Daten auf der Gedenktafel sind nicht korrekt: Isherwood lebte ab Dezember 1930 in der Nollendorfstraße und verließ die Wohnung am 13. Mai 1933, drei Tage nachdem er Zeuge der Bücherverbrennung auf dem Berliner Opernplatz geworden war.)

### England
Christopher Isherwood wurde als Sohn des Offiziers Frank Bradshaw-Isherwood und dessen Ehefrau Kathleen Machell-Smith geboren. Er hatte einen sieben Jahre jüngeren Bruder. Der Vater fiel 1915 während der Zweiten Flandernschlacht des Ersten Weltkriegs. Ab 1914 besuchte er die St. Edmund’s Schule, wo er sich mit W. H. Auden befreundete, später die Repton School in Derbyshire, wo er 1921 Edward Upward kennenlernte. In Cambridge studierte er Geschichtswissenschaft, fiel jedoch 1925 durch die Tripos-Prüfung. Vorübergehend lebte er bei dem Violinisten André Mangeot, arbeitete als Sekretär für dessen Streicherquartett. 1928 begann er ein Medizin-Studium am King’s College London, das er 1929 jedoch abbrach.

### Berlin
Im gleichen Jahr folgte er dem Schriftsteller W. H. Auden nach Berlin. Beide waren fasziniert von der Unwirtlichkeit, dem Tempo und der Schwulenszene der Stadt. „Berlin ist der Traum eines jeden Schwulen“, schrieb Auden damals, „Es gibt hier 170 von der Polizei überwachte einschlägige Bars und Gaststätten“. „Für Christopher war Berlin gleichbedeutend mit ‚Jungs‘“, fasste Isherwood seine Faszination später knapp zusammen. Fast jeden Abend besuchten er und Auden Stricherlokale in der Gegend des Halleschen Tores im Bezirk Kreuzberg. Ihr Stammlokal wurde das Cosy Corner in der Zossener Straße, ein schmuddeliges Café, in dem „immer ein halbes Dutzend Jungs herumlungerten und Bier tranken“.
Isherwood sprach bald fließend Deutsch. Sein Leben finanzierte er als Sprachlehrer und aus vierteljährlichen Zuwendungen seines vermögenden Onkels Henry Isherwood. Zunächst wohnte er als Untermieter der ältesten Schwester Magnus Hirschfelds am Institut für Sexualwissenschaft unmittelbar am Großen Tiergarten, ungefähr dort, wo heute die Kongresshalle steht. Im Oktober 1930 zog er in den Bezirk Kreuzberg, zuerst in die Simeonstraße, nahe dem U-Bahnhof Prinzenstraße, einen Monat später in die Admiralstraße unmittelbar am Kottbusser Tor. Ab Dezember 1930 lebte er für zweieinhalb Jahre mitten im heutigen, schwul-lesbischen Viertel Berlins, in der Nollendorfstraße 17, im Bezirk Schöneberg, wo heute eine Gedenktafel an ihn erinnert. Zwei Ecken weiter lag das Tanzkabarett Eldorado, berühmt für seine Transvestiten-Shows, in dem auch Marlene Dietrich verkehrte. Im März 1932 lernte er in Berlin seinen ersten dauerhaften Lebensgefährten kennen, den damals 17-jährigen Zugehmann Heinz Neddermeyer, mit dem er fünf Jahre zusammenlebte.

### Europa und Asien
Nach der Machtergreifung Hitlers verließ Isherwood im Mai 1933 mit seinem Lebensgefährten Deutschland. Bis 1937 lebte er nacheinander auf einer Insel im Golf von Euböa, in London, auf den Kanaren, in Spanisch-Marokko, in Kopenhagen, Brüssel, Amsterdam und der portugiesischen Kleinstadt Sintra. Von Oktober 1933 bis Februar 1934 arbeitete er in London für das Filmstudio Gaumont-British an dem Film Little Friend, zunächst als Drehbuchautor, dann als Dialogberater des Regisseurs Berthold Viertel. 1938 unternahm er mit W. H. Auden eine Reportagereise nach China.

### Vereinigte Staaten
1939 emigrierte Isherwood mit Auden von London aus in die Vereinigten Staaten. Die USA hatten ihn seit Langem angezogen. Zunächst lebte er etwa drei Monate in New York City, fühlte sich dort aber nicht heimisch. So reiste er auf Einladung von Gerald Heard mit den Greyhound Lines über New Orleans und Houston nach Kalifornien. Obgleich er Los Angeles als „die vielleicht hässlichste Stadt der Welt“ empfand, entschloss er sich zu bleiben: „Los Angeles ist ein großartiger Platz, um sich zuhause zu fühlen, weil jeder von woanders kommt.“ Weil er nicht bereit war, auf Deutsche zu schießen, registrierte er sich nach dem Eintritt der USA in den Zweiten Weltkrieg als Kriegsdienstverweigerer. 1941 und 1942 lebte er in Haverford, Pennsylvania, wo er im Auftrage der Quaker-Organisation Society of Friends am Haverford College deutschen Flüchtlingen Englisch beibrachte. Zwei seiner Schüler dort waren Gretel und Hermann Ebeling.
Der Schriftsteller Henry F. Heard hatte ihn bereits 1939 dem hinduistischen Mönch Swami Prabhavananda vorgestellt, der Chef der Vedanta Society of Southern California war. Prabhavananda wurde für ihn zu einer Art Vaterfigur und Sinnstifter. Nach seiner Rückkehr nach Kalifornien 1943 half er ihm bei der Übersetzung der Bhagavad Gita ins Englische. 1944 lebte er kurz als Mönch im Vedanta Center Los Angeles, schied aber wieder aus, weil er nicht sexuell enthaltsam leben wollte.
1946 nahm Isherwood die US-amerikanische Staatsbürgerschaft an. Ende der 1940er Jahre zog er nach Santa Monica, reiste mit seinem Lebensgefährten Bill Caskey durch Südamerika und veröffentlichte dazu ein Buch. Er arbeitete als Drehbuchautor für die Filmstudios in Hollywood und traf dort auf Schriftsteller und Schauspieler. Er war mit den Schriftstellern Tennessee Williams, Aldous Huxley und Kenneth Anger, den Schauspielern Charles Laughton, Jennifer Jones und Leslie Caron, dem Regisseur John Boorman sowie dem Komponisten Igor Strawinsky und dessen Frau Vera befreundet. 1949 wurde Christopher Isherwood in die American Academy of Arts and Letters gewählt. 1959 erwarb er ein Haus über dem Santa Monica Canyon, einer bei Künstlern und Schriftstellern beliebten Wohngegend. Von 1959 bis 1962 hatte er eine Gastprofessur für moderne englische Literatur am Los Angeles State College of Applied Arts and Sciences inne.
Von 1953 bis zu seinem Tod lebte Isherwood in einer Beziehung mit dem 30 Jahre jüngeren Don Bachardy. Der Schriftsteller bestärkte den zunächst Sprachen studierenden jungen Mann, seine künstlerischen Talente zu entfalten und sich als Porträtmaler zu etablieren. Das Paar bearbeitete Dramatisierungen der Isherwood-Novelle Meeting By The River und des Buchs October sowie das Drehbuch des Fernsehfilms Frankenstein: The True Story. Im Alter engagierte sich Isherwood im US-Gay-Rights Movement. Die Verbindung von Isherwood und Bachardy wurde zu einem Vorbild für die schwul-lesbische Community in den USA. David Hockney malte 1968 ein Doppelporträt des Paares. Isherwood starb 1986 in seinem Haus in Santa Monica an Prostatakrebs.

## Schaffen
Seine ersten Romane All the Conspirators (1928), und The Memorial (1932) sind Abrechnungen mit dem damaligen England. Die Romane Mr. Norris steigt um (1935) und Leb wohl, Berlin (1939), auch genannt die Berlin Stories, begründeten in England seinen Ruf als literarisches Wunderkind und prägten im angelsächsischen Sprachraum das Berlinbild der frühen 1930er Jahre. Sie greifen Isherwoods Erlebnisse in Berlin zwischen 1929 und 1933 auf. Die bekanntesten Figuren der beiden Romane waren seine Mitbewohner der Privatpension Thurau in der Nollendorfstraße. 1931 lernte er dort Jean Ross kennen, die das Vorbild der Figur der kapriziösen Nachtklub-Sängerin und aufstrebenden Schauspielerin Sally Bowles wurde. Auch Gerald Hamilton, der Isherwood zu Mr. Norris, einem Journalisten, Kommunisten und Kriminellen inspirierte, lebte in der Pension Thurau. Die Vermieterin Meta Thurau wurde in seinen Romanen zu Lina Schröder, für Isherwood eine typische Berlinerin, die sich trotz anfänglicher Ablehnung des Nationalsozialismus schließlich mit ihm arrangierte.
In den Vereinigten Staaten geriet Isherwood in eine langandauernde Schaffens- und Sinnkrise. Bereits in New York hatte er den Eindruck, dass sein Talent als Schriftsteller aufgebraucht sei. In Los Angeles wuchs sein Unsicherheitsgefühl. Die literarische Produktivität ließ über zwei Jahrzehnte drastisch nach. Sein Leben in Santa Monica fand er „leer, eitel, trivial, tragisch“. Er betäubte sich mit viel Alkohol und Sex. Eine Autobiografie über die Zeit von 1945 bis 1951 trug den Titel Verlorene Jahre. Isherwood kam von Berlin nicht los. „Im Hintergrund war immer Berlin“, schrieb er 1962 über seine frühen Jahre in den USA: „Es rief mich jede Nacht und seine Stimme war die raue, aufreizende Stimme der Grammophonplatten.“ 1949 erschien Kondor und Kühe: Ein südamerikanisches Reisetagebuch mit Fotos seines Lebensgefährten Bill Caskey. Die Motive seiner Berlin Stories wurden zunächst für das Broadway-Theaterstück I Am a Camera (1951) und den gleichnamigen Film (1955), dann für das Musical Cabaret (1966) und den Film Cabaret (1972) adaptiert.
Der 1945 erschienene Roman Praterveilchen spielt in London und handelt von dem Dreh eines in Wien spielenden Films. Das 1962 veröffentlichte Buch Down there on a Visit thematisiert erneut Berlin am Ende der Weimarer Republik. Der 1964 veröffentlichte Roman Der Einzelgänger war sein erstes durch und durch US-amerikanisches Werk; es bildete 2009 die Grundlage für das Filmdrama A Single Man. Isherwood verfasste in den 1950er und 1960er mehrere Werke zur indischen Philosophie der Vedanta. In den 1970er Jahren thematisierten seine Werke die eigene Homosexualität, teilweise in sehr drastischen Beschreibungen. Den zwei Berlinromanen aus den 1930er Jahren wurde die Autobiografie Christopher und die Seinen (1976) an die Seite gestellt, in der er verheimlichte Dinge betreffs seiner eigenen Person zurechtrücken wollte.

## Werke (Auswahl)
- 1928: All the Conspirators.
  - deutsch: Lauter gute Absichten. ISBN 978-3-455-40583-5.
- 1932: The Memorial. Portrait of a Family.
  - deutsch: Das Denkmal. Porträt einer Familie. Übersetzt von Georg Deggerich. Hoffmann und Campe, Hamburg 2018, ISBN 978-3-455-40584-2.
- 1935: Mr Norris Changes Trains. (US-Titel: The Last of Mr. Norris.)
  - deutsch: Mr. Norris steigt um. ISBN 3-596-25453-1.
- 1935: The Dog Beneath the Skin; or, Where Is Francis? (zusammen mit W. H. Auden)
- 1937: Sally Bowles.
- 1936: The Ascent of F6. (zusammen mit W. H. Auden)
- 1938: Lions and Shadows. ISBN 0-8112-0649-1
  - deutsch:  Löwen und Schatten. ISBN 978-3-937834-36-8.
- 1938: On the Frontier. (zusammen mit W. H. Auden)
- 1939: Goodbye to Berlin. ISBN 978-0-8112-2024-8
  - deutsch:  Leb wohl, Berlin. ISBN 3-548-24535-8.
- 1939: Journey to a War. (zusammen mit W. H. Auden) ISBN 1-55778-328-4
- 1945: Prater Violet.
  - deutsch: Praterveilchen. ISBN 3-518-22287-2.
- 1945: The Condor and the Cows. ISBN 978-0-09-956118-7
  - deutsch: Kondor und Kühe: Ein südamerikanisches Reisetagebuch. ISBN 978-3-95438-007-7.
- 1951: What Vedanta Means to Me.
- 1954: The World in the Evening.
  - deutsch: Die Welt am Abend. ISBN 978-3-455-40582-8.
- 1962: Down There on a Visit.
  - deutsch: Nur zu Besuch. ISBN 978-3-455-40585-9.
- 1963: An Approach to Vedanta.
- 1964: A Single Man.
  - deutsch: Der Einzelgänger. ISBN 3-423-19005-1.
- 1965: Ramakrishna and His Disciples.
- 1966: Exhumations.
- 1967: A Meeting by the River. ISBN 0-374-52076-3
  - deutsch: Treffen am Fluss. ISBN 3-7610-8074-3.
  - deutsch: Begegnung am Fluss, Roman. Deutsch von Hans-Christian Oeser. ISBN 978-3-455-01301-6.[33]
- 1969: Essentials of Vedanta.
- 1971: Kathleen and Frank.
- 1973: Frankenstein: The True Story. (mit Don Bachardy)
- 1976: Christopher and His Kind.
  - deutsch: Christopher und die Seinen. ISBN 3-924163-78-2.
  - deutsch: Willkommen in Berlin. ISBN 978-3-86187-918-3.
- 1980: My Guru and His Disciple.
- 1980: October / O. (mit Don Bachardy)
- 1982: People One Ought to Know in New York. ill. von Silvain Mangeot. ISBN 0-385-17536-1
  - deutsch: Bekannte Gesichter. ISBN 3-88803-010-2.

posthum erschienen:
- 1994: The Mortmere Stories. ISBN 1-870612-84-1 (mit Edward Upward)
- 1998: Jacob’s Hands. (mit Aldous Huxley) ISBN 0-312-19467-6
- 2007: Isherwood on Writing. ISBN 0-8166-4693-7. (Hrsg. James J. Berg)
- 2010: The Sixties. Diaries 1960–1969. Harper, New York

## Verfilmungen
Drehbuch
- 1934: Little Friend
- 1939: The Mad Dog of Europe
- 1941: Gefährliche Liebe (Rage in Heaven)
- 1943: Auf ewig und drei Tage (Forever and a Day)
- 1949: Der Spieler (The Great Sinner)
- 1956: Diane – Kurtisane von Frankreich (Diane)
- 1965: Tod in Hollywood (The Loved One)
- 1966: Nur eine Frau an Bord (The Sailor from Gibraltar)
- 1973: Frankenstein, wie er wirklich war (Frankenstein: The True Story)

Literarische Vorlage
- 1972: Cabaret
- 2009: A Single Man
- 2010: Christopher und Heinz – Eine Liebe in Berlin (Fernsehfilm)